# Salomonia kradungensis
Salomonia kradungensis är en jungfrulinsväxtart som beskrevs av Hiroshige Koyama. Salomonia kradungensis ingår i släktet Salomonia och familjen jungfrulinsväxter. Inga underarter finns listade i Catalogue of Life.